# Manuel Noriega
Manuel Antonio Noriega Moreno (pronunție în spaniolă [maˈnwel noˈɾjeɣa]; n. 11 februarie 1934, Ciudad de Panamá, Panama – d. 29 mai 2017, Ciudad de Panamá, Panama) a fost un politician și militar panamez. A instaurat o juntă militară în Panama din 1983 până în 1989, când a fost înlăturat de la putere de trupele Statelor Unite în timpul invaziei în Panama.
Din 1950 până cu puțin timp înainte de invazia SUA, Noriega a lucrat îndeaproape cu Agenția Centrală de Informații (CIA) din SUA, fiind una dintre cele mai apreciate surse de informații ale CIA, precum și unul dintre principalele canale de export ilicit de arme, de echipament militar și de fonduri destinate sprijinirii de către SUA a forțelor contra-insurgență în America Centrală și de Sud. Noriega a fost, de asemenea, un important traficant de cocaină, lucru de care serviciile secrete americane erau conștiente de ani de zile, dar i-au permis pentru că le era util în acțiunile lor militare secrete din America Latină.
În 1988, Noriega a fost pus sub acuzare de către Statele Unite pentru trafic de droguri în Miami, Florida. În timpul invaziei SUA din Panama, din 1989  a fost înlăturat de la putere, capturat, reținut ca prizonier de război și dus în Statele Unite. Noriega a avut opt capete de acuzare de trafic de droguri, șantaj și spălare de bani, în aprilie 1992. Pe 16 septembrie 1992, el a fost condamnat la 40 de ani de închisoare (care mai târziu a fost redusă la 30 de ani).
Pedeapsa cu închisoarea în SUA  s-a încheiat în septembrie 2007; în urma cererii de extrădare din partea atât a Panama cât și a Franței, având  condamnări în contumacie, pentru omor în 1995 și spălare de bani în 1999, Franței i-a fost aprobată extrădarea lui Noriega în aprilie 2010. A ajuns la Paris, pe 27 aprilie 2010, și după reluarea procesului, care este o regulă în Franța după orice sentință în contumacie, a fost găsit vinovat și condamnat la șapte ani de închisoare în iulie 2010. O eliberare condiționată i-a fost acordată pe data de 23 septembrie 2011, pentru a fi extrădat și a ispăși 20 de ani de închisoare în Panama. S-a întors în Panama pe 11 decembrie 2011. A decedat la 29 mai 2017.

## Cariera
Născut în Ciudad de Panamá (Panama City), Noriega a fost un soldat de carieră format la Școala Militară din Chorrillos din Lima, Peru. El a urmat, de asemenea, o formație specială pentru agenți de informații și contrainformații la School of the Americas în cadrul U.S. Army's Fort Gulick in Zona Canalului Panama în 1967, precum și un curs de operații psihologice (psyops) la Fort Bragg, Carolina de Nord. El a intrat în Garda Națională a Panama în 1967 și promovat locotenent în 1968. În lupta pentru putere care a urmat, inclusiv în tentativa de lovitură de stat din 1969, Noriega l-a sprijinit pe Omar Torrijos. A fost promovat locotenent-colonel și a fost numit de către Torrijos șef al serviciului de informații militare. Noriega susține că, în urma instrucțiunilor date de Torrijos, el a negociat o amnistie pentru aproximativ 400 de luptători de gherilă, cărora le-a permis să se întoarcă din exilul în Honduras și Costa Rica.
Torrijos a murit într-un accident de avion pe 31 iulie 1981. Colonelul Roberto Diaz Herrera, un fost asociat al lui Noriega, a susținut că adevărata cauză a accidentului a fost o bombă și că Noriega a fost în spatele asasinatului.
Omar Torrijos a fost urmat în funcția de Comandant al  Gărzii Naționale din Panama de către colonelul Matthew Flores Aguilar. Un an mai târziu, Flores Aguilar a fost urmat de Rubén Dario Paredes, iar Noriega a devenit șef de personal. Garda Națională a fost redenumită Forțele de Apărare Panameze. Paredes a demisionat din funcția de comandant pentru a candida la președinție, cedând postul de comandant al Forțelor de Apărare lui Noriega.

### Implicarea CIA
Deși relația nu a devenit contractuală până în 1967, Noriega a lucrat cu Agenția Centrală de Informații (CIA) încă de la sfârșitul anilor 1950 până în anii 1980. În 1988, jurații din Tampa și Miami l-au inculpat pentru posesie de droguri.
Subcomitetul Senatului privind Terorismul, Traficul de Narcotice și Operațiunile Internaționale a concluzionat în 1988: "Activitatea generalului Manuel Antonio Noriega reprezintă una dintre cele mai grave eșecuri de politică externă pentru Statele Unite ale Americii. De-a lungul anilor 1970 și 1980, Noriega a fost capabil să manipuleze politica SUA față de țara lui, în timp ce, cu pricepere, acumula putere aproape absolută în Panama. Este clar că fiecare agenție guvernamentală din SUA care a avut o relație cu Noriega a închis ochii la faptele lui de corupție și de trafic de droguri, chiar dacă, pe parcurs, devenise un jucător-cheie în traficul de droguri săvârșit de Cartelul Medellin (din care un membru notoriu a fost "drug lord"-ul columbian Pablo Escobar)." Lui Noriega i s-a permis să stabilească "prima narcocleptocrație". Una dintre cele mai mari instituții financiare, pe care el o utiliza pentru a spăla bani, a fost Banca de Credit și Comerț Internațional.
În cadrul alegerilor prezidențiale din Statele Unite, candidatul democrat Michael Dukakis și-a atacat adversarul, pe vicepreședintele (și fostul Director al CIA) George H. W. Bush, acuzându-l pentru relația lui strânsă cu "lordul drogurilor Noriega".